# Tyla (álbum)
Tyla es el álbum de estudio debut de la cantante y compositora sudafricana Tyla, lanzado el 22 de marzo de 2024 por FAX y Epic Records. Destaca por su fusión de géneros como el amapiano, pop, afrobeat y R&B, abordando temas centrados en el empoderamiento personal y las relaciones humanas. Una edición especial, titulada Tyla +, se lanzó el 11 de octubre. El proyecto se consolidó tras el éxito global de su sencillo principal, «Water», que alcanzó el puesto siete en el Billboard Hot 100 y obtuvo certificaciones multiplatino en distintas partes del mundo. A lo largo de dos años y medio, la grabación tuvo lugar en siete países, con colaboraciones de Kelvin Momo, Tems, Becky G, Skillibeng, Gunna y Travis Scott. 
La producción y composición estuvieron a cargo de Tyla junto con Ari PenSmith, Mocha Bands, Believve y Sammy SoSo. Además de «Water», el álbum incluyó otros cuatro sencillos: «Truth or Dare», «Art», «Jump» y «Breathe Me». En paralelo, se anunció la gira The Tyla Tour, aunque algunas fechas fueron canceladas o reprogramadas debido a lesiones que la cantante sufrió. Durante una entrevista con la presentadora de televisión sudafricana Nandi Madida, expresó su deseo de iniciar el proyecto con un sonido representativo de su país.
La distribución del álbum se realizó a través de Since '93 y RCA Records en el Reino Unido, mientras que en Sudáfrica estuvo a cargo de Sony Music. En Estados Unidos, las ediciones físicas se lanzaron bajo el sello Epic Records, y en Japón, Sony Music Entertainment Japan publicó una edición especial el 7 de agosto de 2024. La promoción incluyó presentaciones en vivo y espectáculos itinerantes en el Reino Unido y Japón. Tyla recibió elogios de la crítica especializada por su integración de múltiples géneros musicales. En su primera semana, debutó en el puesto 24 del Billboard 200 con 24 000 unidades equivalentes vendidas. 
Alcanzó el primer lugar en las listas de Túnez y Papúa Nueva Guinea, además de posicionarse en el top 20 en países como el Reino Unido, los Países Bajos, Noruega, Nueva Zelanda y Suiza. Entre los reconocimientos obtenidos, ganó los premios a Mejor Artista Revelación, Mejor Álbum Pop y Artista Femenina del Año en la trigésima edición de los South African Music Awards. Asimismo, recibió certificaciones de oro en Brasil, Canadá y Estados Unidos.

## Antecedentes y lanzamiento
Poco después de finalizar la escuela secundaria en 2019, Tyla lanzó su sencillo debut, «Getting Late». Dirigió el video musical y lo promocionó a través de redes sociales. El videoclip ganó popularidad en Sudáfrica, acumulando más de 930 000 visualizaciones en YouTube durante el primer mes, lo que atrajo la atención de ejecutivos de Epic Records. En 2021, firmó un contrato discográfico con dicha compañía y viajó a Dubái por primera vez para asistir a un campamento de composición musical, organizado especialmente para ella. Durante los siguientes dos años y medio, participó en sesiones de grabación en Sudáfrica, Ghana, Tanzania, Jamaica, Nigeria, Estados Unidos y Reino Unido, donde adquirió experiencia en estudios y trabajó en la escritura y producción de su álbum debut. Durante este proceso, conoció a Sammy SoSo, Ari PenSmith, Believve y Mocha Bands, sus principales colaboradores en composición y producción.
En octubre de 2023, declaró en una entrevista con Capital Xtra que llevaba más de dos años trabajando en el álbum, el cual describió como predominantemente «popiano», un acrónimo acuñado por ella misma que fusiona el amapiano con el pop. Explicó a Billboard que su objetivo era adaptar el formato extenso típico del amapiano, de ocho a diez minutos, a una estructura más convencional de tres minutos propia del pop o el R&B. En marzo de 2024, comentó a Rolling Stone que decidió titular el disco con su propio nombre para presentarse a nuevos oyentes. Expresó que, aunque algunos la consideraban una artista emergente, llevaba años en este proyecto y sintió que un título homónimo era la mejor forma de marcar su debut. El álbum fue grabado en Geejam Studios en Port Antonio, Miloco y Sarm Studios en Londres, ACP Studios en Ciudad del Cabo, SessionsAtlanta Studios en Atlanta, Criteria Studios en Miami, y Sony Music Studios en Los Ángeles.
El 30 de noviembre de 2023, anunció la fecha de lanzamiento en sus redes sociales. Inicialmente programado para el 1 de marzo de 2024, el disco se retrasó para incluir la colaboración con la cantante nigeriana Tems en la canción «No.1». Finalmente, el álbum fue publicado el 22 de marzo de 2024 por FAX Records y Epic Records. En el Reino Unido, estuvo a cargo de Since '93 y RCA Records. Las ediciones en CD y vinilo se lanzaron en Sudáfrica a través de Sony Music South Africa, y en Estados Unidos se distribuyeron mediante Target y Epic Records. La edición japonesa se lanzó el 7 de agosto de 2024 bajo Sony Music Entertainment Japan.Durante una entrevista con Elle el 10 de septiembre de 2024, insinuó la llegada de una edición especial de su álbum. Titulada Tyla +, esta versión llegó el 11 de octubre de 2024 con tres pistas adicionales.

## Composición y letras
El disco combina el amapiano, pop y R&B, con elementos del afrobeat, un sonido que ella misma denomina «popiano». La primera pista, «Intro», de 41 segundos, es una grabación de fondo producida por Kelvin Momo, con fragmentos de conversaciones. En una entrevista con Nandi Madida para Africa Now Radio de Apple Music, Tyla comentó que quiso iniciar el álbum con un sonido crudo y «auténticamente sudafricano».
«Safer» es una pista melódica que incorpora tambores de hendidura sincopados y cánticos, aportando un sonido expansivo. Por su parte, «Water» fusiona pop, R&B y amapiano, y trata sobre el deseo femenino de alcanzar el clímax. En el pre-coro, Tyla canta: «Can you blow my mind? Set off my whole body?» —en español: «¿Puedes dejarme boquiabierta? ¿Activar todo mi cuerpo?»—. Al analizar las letras con Genius, explicó que es su forma de pedirle a un hombre que «demuestre lo que tiene para ofrecer». La cuarta canción, «Truth or Dare», es un tema de amapiano descrito como una mezcla de afrobeats con influencias de R&B. Se caracteriza por sus riffs de guitarra, las «voces dulces» de la artista y la percusión rítmica con un bajo prominente. En el coro, reflexiona sobre el maltrato de una relación pasada y desafía a su expareja a ponerse al día. «Butterflies», la séptima canción, fusiona hip hop, pop y R&B, con un sonido similar al de Ariana Grande. En contraste, en «Breathe Me», Tyla adopta un tono vocal más enérgico, mientras que la frase “breathe me” se canta con suavidad para resaltar el concepto de la canción.
La colaboración con Tems, «No.1», combina sus voces ligeras con las del artista, creando un equilibrio entre ambas. Según Lucas Martins, de Beats Per Minute, las interpretaciones vocales evocan sutilmente el estilo de Aaliyah. «On and On» combina el R&B de la vieja escuela con el amapiano y el pop, mientras que «Jump» es la producción más cercana al trap en el álbum. Con la participación de Skillibeng y Gunna, fusiona afrobeats, dancehall e hip hop, con tambores de hendidura resonantes y una percusión típica del amapiano. Introduce bocinas de aire en el coro y un canto festivo, «haibo!», una expresión zulú de sorpresa o incredulidad. Skillibeng abre «Jump» elogiándola y llamándola «una gyal original». Tyla interpreta el primer verso con fanfarronería y el coro con un rap de cadencia rítmica, compuesto por una sola sílaba. Gunna promete cumplir sus deseos en el segundo verso y comprarle joyas, mientras que el outro es nuevamente de Skillibeng.
La décima canción, «Art», ha sido descrita como la más erótica desde «Water». Destaca por su interpretación vocal sutil y ad-libs suaves, en los que expresa su deseo de ser una «obra de arte» para su interés amoroso. «On My Body» presenta influencias de deep house y cuenta con Becky G, quien canta parcialmente en español. En «Priorities», transmite un mensaje figurativo sobre perder el enfoque, acompañado de una guitarra highlife con un tono «etéreo». La decimotercera canción, «To Last», combina el R&B y el amapiano, con sus vocales susurradas y sintetizadores que «añaden un matiz de tristeza» mientras canta: «You never gave us a chance, it's like you never wanted us to last» —«Nunca nos diste una oportunidad, es como si nunca quisieras que duráramos»—. El álbum cierra con una remezcla de «Water» que contó con la participación de Travis Scott, cuya voz fue modificada con Auto-Tune.

## Promoción

Tyla durante un encuentro con fanáticos y un espectáculo emergente en Shoreditch, Inglaterra, en marzo de 2024.

El 5 de diciembre de 2023, la artista anunció su primera gira musical, The Tyla Tour, que estaba programada para comenzar el 21 de marzo de 2024 en Oslo y concluir el 28 de mayo de 2024 en Mineápolis. Sin embargo, el 7 de marzo de 2024, a través de sus redes sociales, comunicó la cancelación de la etapa norteamericana del tour debido a una lesión no revelada sufrida antes de su inicio, mientras que las fechas programadas en el Reino Unido y Europa fueron pospuestas y reprogramadas.
Tras el lanzamiento del álbum, realizó varias presentaciones sorpresa para promocionarlo: el 27 de marzo de 2024 en Shoreditch, Londres, y el 2 de abril de 2024 en el Mall of Africa en Johannesburgo. Asimismo, organizó encuentros con sus fanáticos en Tokio, Japón, el 18 de agosto y en Seúl, Corea del Sur el 26 de agosto.

### Interpretaciones en directo
El 2 de agosto, Tyla interpretó «Water», y el 6 de septiembre presentó «To Last» como parte del programa DSCVR de Vevo. En octubre, debutó en la televisión internacional con «Water» en The Bianca Show en Suecia, para luego llevar la misma canción al programa estadounidense The Tonight Show Starring Jimmy Fallon.El 30 de noviembre de 2023, presentó «On and On» en ColorsxStudios. Poco después, el 6 de diciembre, interpretó una versión inédita de «Water» en colaboración con el DJ sudafricano Black Coffee, durante un evento en un club nocturno de Sandton, y días después ofreció un popurrí de «Water» y «Truth or Dare» en la final de la temporada 24 de The Voice, transmitida en NBC el 18 de diciembre. Concluyó el año con una presentación especial de «On and On», «Truth or Dare» y «Water» en Dick Clark's New Year's Rockin' Eve en el Times Square de Nueva York.
El 9 de abril de 2024, apareció en el programa The Late Show with Stephen Colbert, donde interpretó «Art». En junio, compartió escenario con Gunna y Skillibeng en la 24.ª edición de los BET Awards, donde ofrecieron una presentación de «Jump», evento en el que recibió el premio a Mejor Artista Nueva. El 25 de julio de 2024, participó en la ceremonia de clausura de los Juegos Olímpicos de París 2024 de la Fundación Louis Vuitton, donde interpretó un popurrí de «Thata Ahh», «Jump» y «Water».En agosto, actuó en el festival musical Outside Lands en San Francisco, donde ofreció un set de 20 minutos con «Truth or Dare», «Water» y «Safer», seguido de presentaciones más extensas en el festival Summer Sonic de Osaka y Tokio, Japón. En esta última, interpretó un repertorio que incluyó «Safer», «On My Body» (junto con Becky G), y una mezcla de canciones propias y versiones como «Rock the Boat» de Aaliyah.Entre el 23 y el 25 de agosto, participó en el festival LaLaLa en Yakarta, Indonesia, y días después abrió su actuación en el festival One Universe de Seúl, con el himno nacional de Sudáfrica, «Nkosi Sikelel’ iAfrika». En septiembre, se presentó en el Rock in Rio en Brasil llevado a cabo en el Parque Olímpico, y el 15 de octubre actuó en el desfile de modas de Victoria's Secret en el Astillero Naval de Brooklyn de Nueva York, donde interpretó un popurrí de «Water» y «Push 2 Start». Cerró el año con una actuación en el Co-op Live de Mánchester durante la 30.ª edición de los MTV Europe Music Awards, el 10 de noviembre.

### Sencillos
Tyla debutó bajo un sello discográfico importante con «To Last», estrenado en BBC Radio 1Xtra el 4 de noviembre de 2022, y posteriormente incluido en su álbum homónimo. El sencillo principal del álbum, «Water», se lanzó el 28 de julio de 2023, alcanzando el número siete en el Billboard Hot 100 y posicionándose entre los diez primeros en múltiples países. Esta canción le valió a la artista el primer premio Grammy a la Mejor Interpretación de Música Africana durante la 66.ª edición.En 2024, «Water» recibió numerosas nominaciones, entre ellas el Brit Award a la Canción Internacional y el Metro FM Music Award a la Canción del Año, además de obtener múltiples certificaciones en Estados Unidos, Brasil y Sudáfrica. El 17 de noviembre de 2023 se lanzaron dos versiones remezcladas de «Water»: una junto a Travis Scott y otra con Marshmello, y fue versionada por artistas como Leona Lewis, Trevor Jackson y el dúo australiano de música electrónica Cosmo's Midnight.
El sencillo «Truth or Dare» se envió a estaciones de radio rítmicas contemporáneas el 13 de febrero de 2024, alcanzando el número 4 en la lista Bubbling Under Hot 100 Singles y el 17 en la lista rítmica. Además, obtuvo certificaciones de oro en Brasil y Canadá, y fue versionada por Somin, integrante de Kard. «Art»  se lanzó acompañado de un video musical el mismo día que la canción. Un adelanto compartido en las redes sociales de Tyla el 13 de marzo de 2024 la mostraba junto a Lisa de Blackpink, presentando el tema. Posteriormente, «Art» se envió como sencillo a las radios italianas. Por su parte, «Jump» fue distribuido a estaciones rítmicas contemporáneas el 14 de mayo de 2024 y a la radio italiana el 7 de junio. Este sencillo alcanzó el puesto 87 en Canadá, donde fue certificado oro por Music Canada. El 3 de septiembre de 2024 se estrenó en YouTube el video musical del quinto sencillo, «Breathe Me». Finalmente, «Push 2 Start» se lanzó junto con la edición especial del disco el 11 de octubre de 2024. Fue enviado a BBC Radio 1Xtra en el Reino Unido el 18 de octubre y distribuido a las radios italianas el 25 de octubre. A partir del 29 de octubre, «Push 2 Start» fue promovido en estaciones rítmicas crossover, convirtiéndose en la canción con mayor número de añadidos en esa semana, con 38 estaciones.

## Recepción

### Desempeño comercial
En Estados Unidos, Tyla debutó en el número 24 del Billboard 200 en su primera semana, acumulando 24 000 unidades equivalentes a álbumes, —de las cuales 3100 fueron ventas puras—. Con ello, el disco se convirtió en el de mayor posición alcanzada en el Billboard 200 por una solista africana. Además, acumuló más de 630,6 millones de reproducciones en Spotify en menos de una semana, rompiendo un récord previamente establecido por el cantante nigeriano Burna Boy. Se ubicó en la cima del Billboard US World Albums, uniéndose a Wizkid y Burna Boy como los únicos artistas africanos en lograr tal hito. El álbum debutó en el número 8 del Top R&B/Hip-Hop Albums y en el número 2 del Top R&B Albums, convirtiéndose en el segundo lanzamiento de 2024 en ocupar las dos primeras posiciones, trasComing Home de Usher, que debutó en el número 1 en febrero. En Canadá, se ubicó en el número 26 y fue certificado como Oro por Music Canada.
Alcanzó el número 1 en Túnez y Papúa Nueva Guinea. En junio de 2024 —aproximadamente tres meses tras su lanzamiento— acumuló 1000 millones de reproducciones en Spotify y fue certificado como Oro en Brasil por Pro-Música Brasil. En el Reino Unido, debutó en el número 19 del UK Albums Chart y se ubicó en la cima del UK R&B Albums Chart el 4 de abril de 2024. Además, se posicionó dentro del top 25 en varios países: llegó al número 16 en Nueva Zelanda,  al 11 en los Países Bajos, al 19 en Noruega y al 12 en Suiza.

### Comentarios de la crítica
La crítica elogió a Tyla por fusionar diversos estilos como el afrobeat, amapiano, pop y R&B «sin perder su esencia».Bomi Anifowose, de African Folder, afirmó que la singularidad del álbum refleja «el meticuloso esfuerzo puesto en su creación», señalando que la artista se negó a conformarse con la mediocridad al verter «su corazón y energía» en cada aspecto del proyecto. Concluyó que el álbum carece de canciones prescindibles y lo describió como «uno de los debuts más innovadores» de una estrella del pop africano. Lucas Martins, de Beats Per Minute, elogió la versatilidad del disco, destacando que ofrece canciones «moderadas pero listas para el club» capaces de crear «el ambiente perfecto». Concluyó que el sonido auténtico del álbum posicionará a Tyla como una verdadera estrella. Robin Murray, de Clash, afirmó que el álbum «abre con una ráfaga de puntos destacados» y destacó la capacidad de la cantante para mantenerse fiel a sus raíces. Asimismo, señaló que el disco «aprovecha las energías emergentes de la primavera» y lo calificó como «uno de los proyectos más insistentes de 2024».
Según Tai Saint-Louis, de HipHopDX, señaló que el álbum evidencia el potencial de Tyla para convertirse en una de las estrellas definitorias de su generación, al tiempo que destacó que su interpretación «se siente orgánica y natural». Por su parte, Ed Power, de i, destacó que mantiene una «actitud proactiva», empleando el movimiento hacia adelante como una «metáfora recurrente». Amaya Lim, de The Line of Best Fit, subrayó que posee «todas las cualidades de una verdadera estrella del pop», y que los géneros amapiano, afrobeat, pop y R&B se fusionan «magistralmente en cada canción», dotándolo de una cohesión notable. Aunque reconoció una carencia de «dinamismo emocional o energético», afirmó que es bailable, pegajoso y preparado para el ambiente del club, lo que resulta muy atractivo para el público masivo. Miya Madzada, de The Native, elogió la autenticidad de la artista a lo largo de Tyla, destacando que su «carismática personalidad brilla» y que «deja una huella artística clara en este proyecto». Kayleigh Watson, de NME, la calificó como «la nueva estrella más brillante de Sudáfrica». Julianne Escobedo Shepherd, de Pitchfork, inició su reseña afirmando que el álbum evidencia su fidelidad al pop-R&B al latir «con el ritmo del log-drum del amapiano». Además, destacó una habilidad vocal «astuta» y comentó que su «intimidad vocal delata sus influencias». Will Hermes, de Rolling Stone, afirmó que «navega con seguridad sobre sus vibraciones» y que su debut confirma que Tyla está preparada para el desafío, posicionándola como la embajadora más «efectiva» del amapiano.

## Reconocimientos
Tyla fue inicialmente presentado para competir como Mejor Álbum de R&B en la 67.ª edición de los Premios Grammy, pero la Academia de la Grabación lo reasignó a la categoría de Mejor Álbum Vocal de Pop. Según Mesfin Fekadu, de The Hollywood Reporter, «fue una sorpresa ver que un álbum con raíces en afrobeats, R&B y amapiano fuese trasladado a pop en lugar de competir en la categoría de Mejor Álbum de R&B Progresivo, que destaca álbumes de R&B fusionados con otros sonidos». Las nominaciones se anunciaron el 8 de noviembre de 2024, pero el álbum no recibió ninguna. Demicia Inman, de Vibe, se sorprendió por su exclusión de las categorías Global y Música Africana.
| Organización               | Año  | Categoría                | Resultado | Ref.    |
| -------------------------- | ---- | ------------------------ | --------- | ------- |
| Billboard Music Awards     | 2024 | Top R&B Album            | Nominado  | [ 159 ] |
| South African Music Awards | 2024 | Álbum del año            | Nominado  | [ 160 ] |
| South African Music Awards | 2024 | Mejor álbum pop          | Ganador   | [ 161 ] |
| South African Music Awards | 2024 | Artista femenina del año | Ganador   | [ 161 ] |
| South African Music Awards | 2024 | Newcomer of the Year     | Ganador   | [ 161 ] |
| Gold Derby Music Awards    | 2025 | Mejor Álbum de R&B       | Pendiente | [ 162 ] |
| Urban Music Awards         | 2025 | Mejor Álbum              | Pendiente | [ 163 ] |

## Lista de canciones
| Tyla  |                                     |                                                                       |          |  |
| N.º   | Título                              | Productor(es)                                                         | Duración |  |
| 1.    | «Intro» (con Kelvin Momo)           | Momo                                                                  | 0:41     |  |
| 2.    | «Safer»                             | Sammy SoSo, Ceebeaats, Ari PenSmith, Mocha, Believve                  | 2:39     |  |
| 3.    | «Water»                             | Sammy SoSo, Rayan Goufar, Believve, Ebenezer Maxwell                  | 3:20     |  |
| 4.    | «Truth or Dare»                     | Sammy SoSo, Believve, Ari PenSmith, Mocha                             | 3:10     |  |
| 5.    | «No.1» (con Tems)                   | Alexander Lustig, Sammy SoSo, Ari PenSmith, Oscar Cornejo, Tyla, Tems | 2:27     |  |
| 6.    | «Breathe Me»                        | Sammy SoSo, Rayan Goufar, Ari PenSmith, Mocha, Believve               | 3:21     |  |
| 7.    | «Butterflies»                       | Sir Nolan                                                             | 2:42     |  |
| 8.    | «On and On»                         | Believve, Ebenezer Maxwell                                            | 2:47     |  |
| 9.    | «Jump» (con Gunna y Skillibeng)     | Sammy SoSo, Ari PenSmith, Mocha, Believve                             | 2:27     |  |
| 10.   | «Art»                               | Sammy SoSo, Ari PenSmith, Mocha, Believve, Oscar Cornejo              | 2:29     |  |
| 11.   | «On My Body» (con Becky G)          | Sammy SoSo, P2J, Ari PenSmith, Mocha, Believve, Oscar Cornejo         | 2:55     |  |
| 12.   | «Priorities»                        | Sammy SoSo, Ari PenSmith, Mocha, Believve, Oscar Cornejo              | 3:15     |  |
| 13.   | «To Last»                           | Ndumiso Manana, Christer, LuuDadeejay, Oscar Cornejo                  | 2:56     |  |
| 14.   | «Water» (remezcla con Travis Scott) | Sammy SoSo                                                            | 3:20     |  |
| 38:29 |                                     |                                                                       |          |  |

| Bonus tracks |                                   |                                                                                 |               |          |  |
| N.º          | Título                            | Escritor(es)                                                                    | Productor(es) | Duración |  |
| 15.          | «Water» (remezcla con Marshmello) | Seethal, Irosogie, Lewis, Lindsay-Keay, Awuku, Goufar, Zucca, Lomastro, Stewart | Marshmello    | 3:11     |  |
| 41:40        |                                   |                                                                                 |               |          |  |

| Tyla+ |                                                     |                                                                                                |                                                                   |          |  |
| N.º   | Título                                              | Escritor(es)                                                                                   | Productor(es)                                                     | Duración |  |
| 16.   | «Shake Ah» (con Tony Duardo, Optimist y Ez Maestro) | Tyla, Kutlwano Mokgola, Namhla Lukhona Moletsane, Phenyo Tshiamo Benedict Tsebe, Thabo Musa    | Tony Duardo, Buddy Kay, M00tion                                   | 5:49     |  |
| 17.   | «Push 2 Start»                                      | Ariowa Irosogie , Believve, Sjo, Tyla, Imani Lewis, Corey Marlon Lindsay-Keay                  | Rayo, Mocha, Ari PenSmith, Believve, Sammy SoSo, Ebenezer Maxwell | 2:36     |  |
| 18.   | «Back to You»                                       | Tyla, Dayo Olatunji, Jahaan Akil Sweet, James Essien, Peace Oredope, Amanda "Kiddo A.I" Ibanez | P.Priime, Jahaan Sweet                                            | 2:35     |  |
| 49:29 |                                                     |                                                                                                |                                                                   |          |  |

## Créditos y personal
Créditos  adaptados de las notas del álbum y AllMusic.
Grabación
- Geejam Studios — Port Antonio, Jamaica
- Miloco Studios — Londres, Inglaterra
- Sarm Studios — Londres
- ACP Studios — Ciudad del Cabo, Sudáfrica
- SessionsAtlanta Studios — Atlanta, Estados Unidos
- Criteria Studios — Miami, Estados Unidos
- Home Away From Home Studios — Londres
- Just for the Road Studios — Los Ángeles, Estados Unidos
- Sony Music Studios — Los Ángeles

Músicos
- Tyla — voz principal (todas las pistas), coros (pistas 5, 7–12)
- Kelvin Momo — voz (pista 1)
- Sammy SoSo — bajo, programación (pistas 3, 14); coros (9–11)
- Olmo Zucca — bajo (pista 3)
- Jack LoMastro — teclados (pista 3)
- Adenine Zen — coro (pista 4)
- Greg Dwight — coro (pista 4)
- Ivie Ideh — coro (pista 4)
- Mari Songs — coro (pista 4)
- PJ Greaves — coro (pista 4)
- Paula — coro (pista 4)
- Shanice Steele — coro (pista 4)
- Sincerely Wilson — coro (pista 4)
- Ari PenSmith — coros (pistas 5, 7, 9–12)
- Tems — voz principal, coros (pista 5)
- Jamal Europe — guitarra (pista 6)
- Nadia — violín (pista 6)
- Believve — coros (pistas 8–11)
- Mocha — coros (pistas 9–11)
- Gunna — voz principal (pista 9)
- Skillibeng — voz principal (pista 9)
- James Mwanza — teclados (pista 10)
- Becky G — voz principal (pista 11)
- Gaetan Judd — guitarra (pista 12)
- Travis Scott — voz principal (pista 14)

Técnico
- Colin Leonard — masterización
- Oscar Cornejo — mezcla (pista 1), ingeniería (5, 10–14)
- Leandro «Dro» Higaldo — mezcla (pistas 2–6, 8–14)
- Serge Courtois — mezcla (pista 7)
- Kelvin Momo — ingeniería (pista 1)
- Richard Ledesma — ingeniería (pistas 2, 3, 14)
- Charlie Rolfe — ingeniería (pistas 2, 4, 5, 9)
- Sammy SoSo — ingeniería, arreglos (pistas 3, 14)
- Ebenezer Maxwell — ingeniería (pistas 3, 14)
- Jeremy Tomlinson — ingeniería (pista 7)
- Sir Nolan — ingeniería (pista 7)
- Believve — ingeniería, arreglos (pista 8)
- Florian «Flo» Ongonga — ingeniería (pista 9)
- Aidan Duncan — asistente de ingeniería (pistas 2–5, 7–)
- Timothy Ishejamaica Kahwa — asistente de ingeniería (pistas 10, 11)

## Posicionamiento en listas
| Australia      | Hip Hop/R&B Albums (ARIA)             | 16 |
| Austria        | Ö3 Top 40                             | 48 |
| Bélgica        | (Ultratop Flandes)                    | 49 |
| Bélgica        | (Ultratop Wallonia)                   | 44 |
| Canadá         | Canadian Albums (Billboard)           | 26 |
| Francia        | SNEP                                  | 31 |
| Países Bajos   | Album Top 100                         | 11 |
| Alemania       | Offizielle Top 100                    | 86 |
| Irlanda        | IRMA                                  | 59 |
| Japón          | Japanese Digital Albums (Oricon)      | 36 |
| Japón          | Japanese Hot Albums (Billboard Japan) | 65 |
| Lituania       | AGATA                                 | 36 |
| Nueva Zelanda  | RMNZ                                  | 16 |
| Nigeria        | TurnTable                             | 25 |
| Noruega        | VG-lista                              | 19 |
| Portugal       | AFP                                   | 23 |
| Escocia        | Scottish Albums (OCC)                 | 72 |
| España         | PROMUSICAE                            | 73 |
| Suecia         | Sverigetopplistan                     | 57 |
| Suiza          | Swiss Hitparade                       | 12 |
| Reino Unido    | OCC                                   | 19 |
| Reino Unido    | OCC                                   | 1  |
| Estados Unidos | Billboard 200                         | 24 |
| Estados Unidos | Top R&B Albums (Billboard)            | 2  |
| Estados Unidos | Top R&B/Hip-Hop Albums (Billboard)    | 8  |
| Estados Unidos | World Albums (Billboard)              | 1  |

## Certificaciones
| País           | Organismo certificador | Certificación | Ventas certificadas | Ref.    |
| -------------- | ---------------------- | ------------- | ------------------- | ------- |
| Brasil         | Pro-Música Brasil      | Oro           | 20 000              | [ 185 ] |
| Canadá         | Music Canada           | Oro           | 40 000              | [ 186 ] |
| Nueva Zelanda  | RMNZ                   | Oro           | 7500                | [ 187 ] |
| Estados Unidos | RIAA                   | Oro           | 500 000             | [ 188 ] |
| Reino Unido    | RIAA                   | Plata         | 60 000              | [ 189 ] |
| Filipinas      | PARI                   | Platino       | 15 000              | [ 190 ] |